# Sean Bergenheim
Sean Bergenheim, född 8 februari 1984 i Helsingfors, är en före detta finländsk professionell ishockeyspelare som senast spelade för Frölunda HC i SHL. Han har tidigare spelat för New York Islanders, Tampa Bay Lightning, Florida Panthers samt Minnesota Wild i NHL, Lokomotiv Jaroslavl i ryska superligan (RSL) och på lägre nivåer för Bridgeport Sound Tigers i American Hockey League (AHL), SC Bern i NLA, Jokerit och HIFK Hockey i Liiga och Kiekko-Vantaa i Mestis.
Bergenheim draftades i första rundan i 2002 års draft av New York Islanders som 22:a spelare totalt.

## Karriären
Bergenheim, som är forward, spelade tre säsonger för Jokerit innan han inledde sin NHL-karriär i klubben New York Islanders säsongen 2003–04. Efter misslyckade kontraktsförhandlingar med Islanders skrev Bergenheim under hösten 2006 på för den ryska klubben Lokomotiv Jaroslavl.
Det blev dock en kortvarig sejour i Ryssland för finländaren. Lokomotiv började säsongen dåligt och Bergenheim fick lämna klubben, trots att han låg högt upp i lagets interna poängliga. Bergenheim flyttade då till Göteborg och började spela för Frölunda HC, där spelade han 36 matcher och gjorde 33 poäng.
Den 18 juni 2007 skrev Bergenheim på ett avtal som gjorde honom till Islanders-spelare fram till och med den 30 juni 2008. 
2010 blev han värvad till Tampa Bay Lightning och den 2 juli 2011 skrev han på ett kontrakt med Florida Panthers.
Den 24 februari 2015 skickade Panthers iväg Bergenheim och ett sjunde draftval i 2016 års draft till Wild i utbyte mot ett tredje draftval i samma draft.
I februari 2018 meddelade Bergenheim att han lägger av.

## Statistik
| 2001–2002         | Jokerit                 | Liiga             | 28  | 2  | 2  | 4   | 4   | —  | —  | — | —  | —  |
|                   | Kiekko-Vantaa           | Mestis            | 4   | 0  | 0  | 0   | 52  | —  | —  | — | —  | —  |
| 2002–2003         | Jokerit                 | Liiga             | 38  | 3  | 3  | 6   | 4   | 2  | 0  | 0 | 0  | 0  |
| 2003–2004         | New York Islanders      | NHL               | 18  | 1  | 1  | 2   | 4   | —  | —  | — | —  | —  |
|                   | Jokerit                 | Liiga             | 20  | 2  | 2  | 4   | 18  | 3  | 1  | 1 | 2  | 0  |
|                   | Bridgeport Sound Tigers | AHL               | —   | —  | —  | —   | —   | 7  | 2  | 3 | 5  | 10 |
| 2004–2005         | Bridgeport Sound Tigers | AHL               | 61  | 15 | 14 | 29  | 69  | —  | —  | — | —  | —  |
| 2005–2006         | New York Islanders      | NHL               | 28  | 4  | 5  | 9   | 20  | —  | —  | — | —  | —  |
|                   | Bridgeport Sound Tigers | AHL               | 55  | 25 | 22 | 47  | 112 | 7  | 0  | 2 | 2  | 24 |
| 2006–2007         | Lokomotiv Jaroslavl     | RSL               | 9   | 1  | 4  | 5   | 26  | —  | —  | — | —  | —  |
|                   | Frölunda HC             | Elitserien        | 36  | 16 | 17 | 33  | 80  | —  | —  | — | —  | —  |
| 2007–2008         | New York Islanders      | NHL               | 78  | 10 | 12 | 22  | 62  | —  | —  | — | —  | —  |
| 2008–2009         | New York Islanders      | NHL               | 59  | 15 | 9  | 24  | 64  | —  | —  | — | —  | —  |
| 2009–2010         | New York Islanders      | NHL               | 63  | 10 | 13 | 23  | 45  | —  | —  | — | —  | —  |
| 2010–2011         | Tampa Bay Lightning     | NHL               | 80  | 14 | 15 | 29  | 56  | 16 | 9  | 2 | 11 | 8  |
| 2011–2012         | Florida Panthers        | NHL               | 62  | 17 | 6  | 23  | 48  | 7  | 3  | 3 | 6  | 4  |
| 2012–2013         | HIFK Hockey             | Liiga             | 2   | 1  | 0  | 1   | 0   | —  | —  | — | —  | —  |
| 2013–2014         | Florida Panthers        | NHL               | 62  | 16 | 13 | 29  | 40  | —  | —  | — | —  | —  |
| 2014–2015         | Florida Panthers        | NHL               | 39  | 8  | 10 | 18  | 34  | —  | —  | — | —  | —  |
|                   | Minnesota Wild          | NHL               | 17  | 1  | 0  | 1   | 6   | 3  | 0  | 0 | 0  | 0  |
| 2015–2016         | SC Bern                 | NLA               | 21  | 5  | 8  | 13  | 49  | —  | —  | — | —  | —  |
| NHL totalt        | NHL totalt              | NHL totalt        | 506 | 96 | 84 | 180 | 379 | 26 | 12 | 5 | 17 | 12 |
| RSL totalt        | RSL totalt              | RSL totalt        | 9   | 1  | 4  | 5   | 26  | —  | —  | — | —  | —  |
| AHL totalt        | AHL totalt              | AHL totalt        | 116 | 40 | 36 | 76  | 181 | 14 | 2  | 5 | 7  | 34 |
| Elitserien totalt | Elitserien totalt       | Elitserien totalt | 36  | 16 | 17 | 33  | 80  | —  | —  | — | —  | —  |
| Liiga totalt      | Liiga totalt            | Liiga totalt      | 88  | 8  | 7  | 15  | 26  | 5  | 1  | 1 | 2  | 0  |
| Mestis totalt     | Mestis totalt           | Mestis totalt     | 4   | 0  | 0  | 0   | 52  | —  | —  | — | —  | —  |

## Meriter
- 2001 JVM-Brons, U18
- 2002 Finsk mästare
- 2002 JVM-Brons
- 2003 JVM-Brons
- 2004 JVM-Brons
- 2006 VM-Brons
- 2007 VM-Silver
- 2008 VM-Brons